# Czechowice (Łódź)
Pour les articles homonymes, voir Czechowice.
Czechowice est une localité polonaise de la gmina de Żelechlinek, située dans le powiat de Tomaszów Mazowiecki en voïvodie de Łódź.